# Boisduvalia rutilans
Boisduvalia rutilans är en tvåvingeart som beskrevs av Robineau-desvoidy 1830. Boisduvalia rutilans ingår i släktet Boisduvalia och familjen bredmunsflugor. Inga underarter finns listade i Catalogue of Life.